# تجمع بدو الشملية (غيل بن يمين)
'

تعديل مصدري - تعديل

تجمع بدو الشملية هي إحدى قرى عزلة غيل بن يمين بمديرية غيل بن يمين التابعة لمحافظة حضرموت، بلغ تعداد سكانها 253 نسمة حسب تعداد اليمن لعام 2004.